# ریوهی کیتامورا
ریوهی کیتامورا (به ژاپنی: 北村 龍平 Kitamura Ryūhei) کارگردان فیلم و فیلم‌نامه‌نویس اهل اوساکا، ژاپن است.